# Scramble (aviation)
Pour les articles homonymes, voir Scramble.
 (décembre 2018).

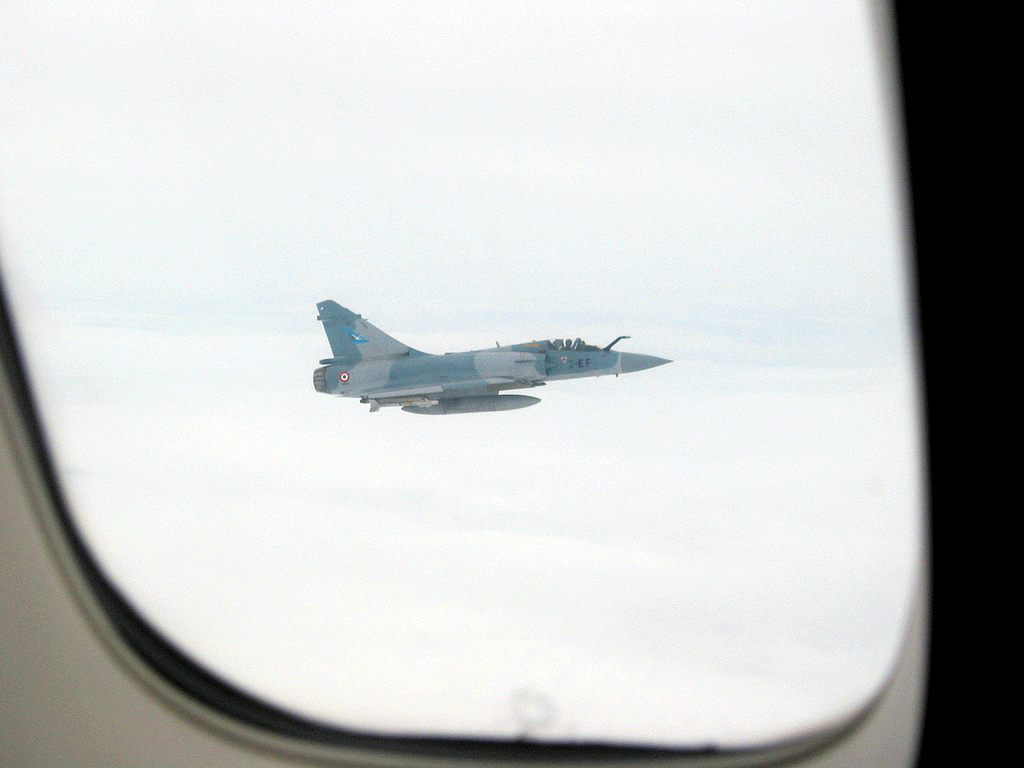
Un Mirage 2000 de l'armée de l'air française escorte un avion civil en phase d'atterrissage vers CDG.

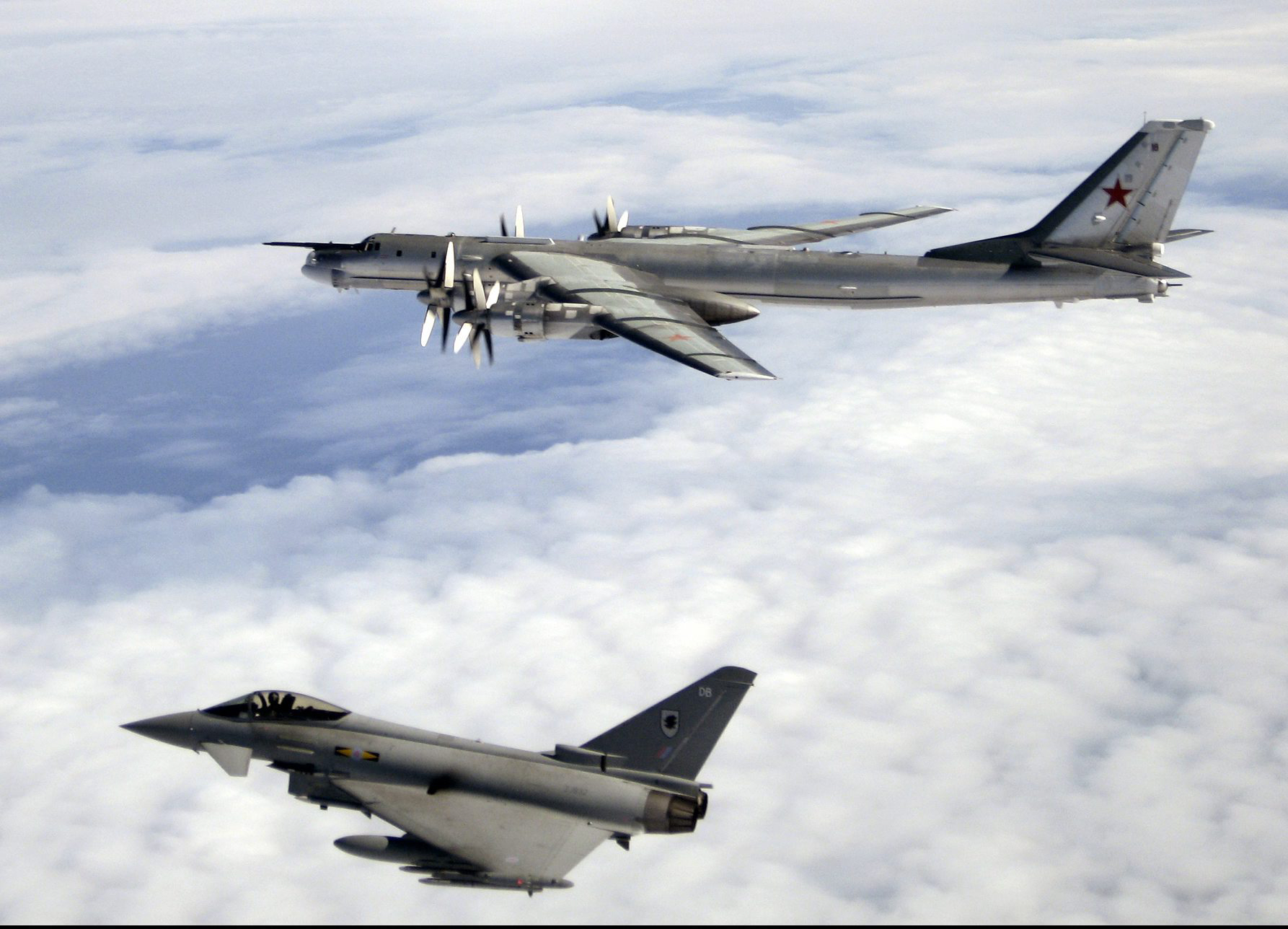
Un Tupolev Tu-95 "Bear H" de l'armée de l'air russe escorté par un Eurofighter Typhoon Britannique de la Quick Reaction Alert en 2012

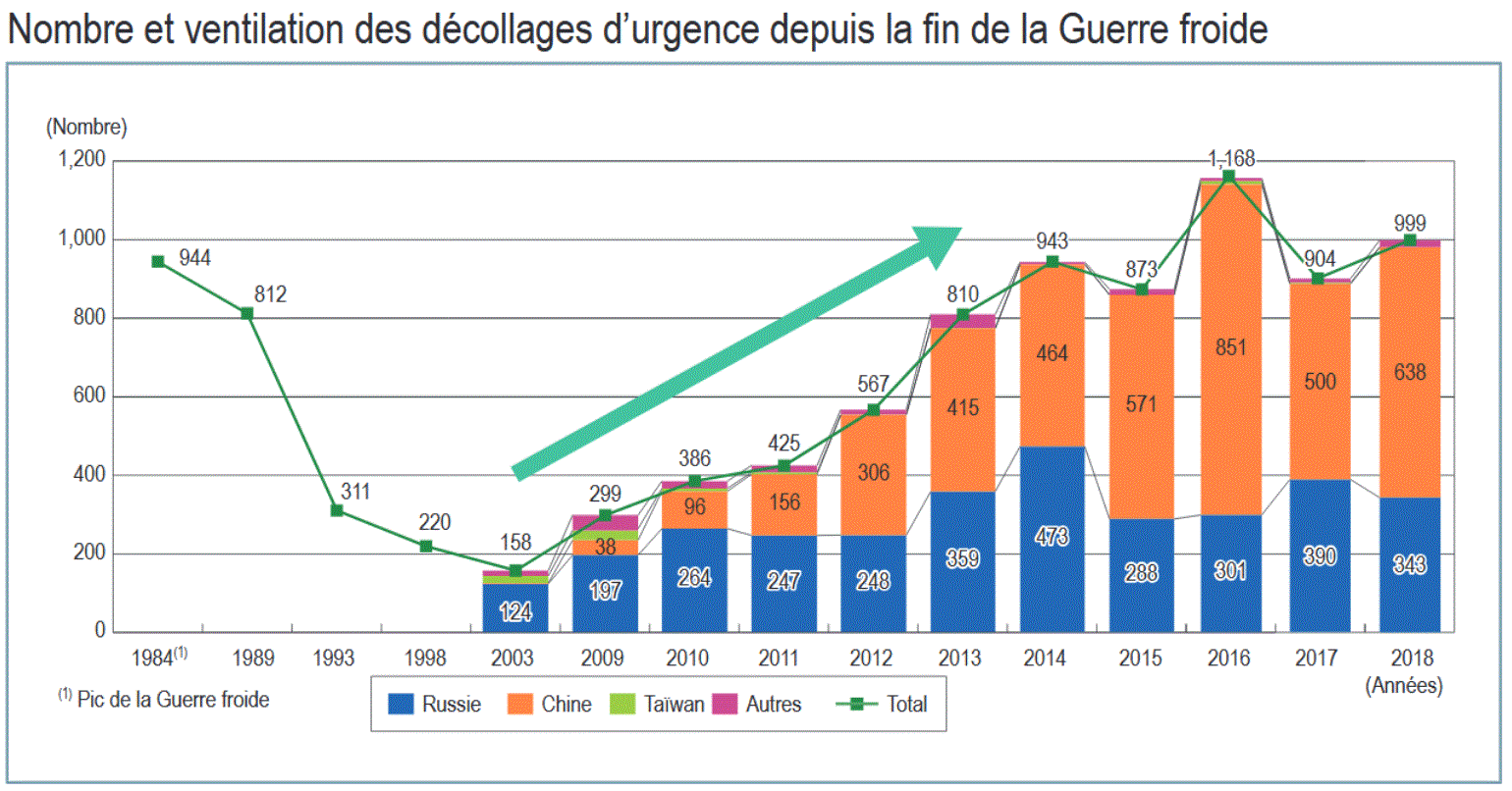
Décollage et répartitions des décollages d'urgence de la Force aérienne d'autodéfense japonaise de 1984 à 2018.

Scramble est un terme de l'aviation internationale qui signifie une alerte pour un décollage d'urgence. En France, on en distingue deux types:
- Alerte réelle (ou Alpha Scramble) : ce type d'alerte est une mise en alerte d’avions de combat pour une mission de sûreté aérienne[1].

- Alerte d'entrainement (ou Tango Scramble) : c'est une alerte d’entrainement pour une mission réelle d’interception d’un aéronef dans le cadre de la mission de police du ciel[2], ou permanence opérationnelle (PO).

Les armées de l’air de l’OTAN sont non seulement chargées de missions de police du ciel pour le territoire national mais remplissent la même mission à l’étranger dans le cadre de missions de l’alliance en Islande,et dans les pays baltes.

## Dispositions de l'armée de l'air française
L’armée de l’air française dispose d’avions de combat répartis sur des bases aériennes. Les alertes sont réparties en alertes à 2, 7 et 15 minutes. Un premier avion est prêt pour répondre à une alerte à 7 minutes et un deuxième pour une alerte à 15 minutes. Les alertes à 2 minutes sont plus rares et sont souvent conduites lors d’événements importants qui nécessitent une sécurisation supplémentaire de l’espace aérien.
Afin de pouvoir décoller en moins de 7 minutes, l'avion attend au sol sous un abri, ses systèmes sont sous tension et prêts. 